# Phyllomedusa distincta
Phyllomedusa distincta är en groddjursart som beskrevs av Lutz 1950. Phyllomedusa distincta ingår i släktet Phyllomedusa och familjen lövgrodor. IUCN kategoriserar arten globalt som livskraftig. Inga underarter finns listade i Catalogue of Life.